# Grywalność
Grywalność – ogół zasad i mechanizmów gry komputerowej, które wpływają na jakość i przyjemność z gry. Na grywalność składają się takie elementy, jak: fabuła, logiczny schemat powiązań elementów występujących w grze, zasady rozgrywki, liniowość rozgrywki.